# A IV Network$
A IV Network$ (lire A4 Networks), ou C.E.O. en Amérique du Nord, est un jeu vidéo sorti en 1995 sur DOS.

## Système de jeu
Ce jeu est un mélange de simulation ferroviaire et de simulation boursière.